# Psalmopoeus emeraldus
Psalmopoeus emeraldus ist eine wahrscheinlich baumbewohnende Vogelspinnenart aus Kolumbien. Sie wurde 1903 durch Reginald Innes Pocock beschrieben. Der Holotyp ist eine weibliche Spinne, die in der Gegend der Smaragd-Minen von Muzo gefunden wurde. Die Art wurde bis heute von keinem anderen Autor mehr nachgewiesen. Bis heute ist nur das Weibchen bekannt.

## Merkmale
Das beschriebene Weibchen ist von den Beißklauen bis zu den Spinnwarzen 2,8 Zentimeter lang und deshalb möglicherweise nicht ausgewachsen. Es ist auf der Oberseite gleichmäßig olivgrün und auf der Unterseite rußig schwarz gefärbt. Der Carapax ist so lang wie die Beinglieder Patella und Tibia eines Beines des ersten oder des vierten Laufbeinpaares zusammen. Die Beine des ersten und des vierten Laufbeinpaares sind fast gleich lang (3,7 bzw. 3,8 Millimeter). Die Stridulationsdornen auf den Maxillen befinden sich sehr nahe bei den zur Mundöffnung gelegenen Fransen. Das ist ähnlich wie bei der verwandten Art Psalmopoeus ecclesiasticus. Die nach innen gelegenen Dornen sind länger und schmaler als die restlichen. Damit unterscheiden sie sich von denjenigen von Psalmopoeus ecclesiasticus, die an dieser Stelle kurze, dicke und gebogene Dornen besitzt.

## Lebensweise
Über die Lebensweise der Art liegen keine Informationen vor. Wie andere Arten der Gattung Psalmopoeus  wohnt sie wahrscheinlich auf Bäumen und als Vogelspinne ernährt sie sich wahrscheinlich vor allem von kleineren wirbellosen Tieren.

## Systematik
Psalmopoeus emeraldus wird als eigenständige Art der Gattung Psalmopoeus innerhalb der Vogelspinnen betrachtet. Die wissenschaftliche Erstbeschreibung stammt von Reginald Innes Pocock aus dem Jahr 1903 anhand eines einzelnen Weibchens aus der Umgebung der Smaragd-Minen von Muzo in Kolumbien, weitere Exemplare wurden bislang nicht beschrieben.
Der wissenschaftliche Artname leitet sich von der englischen Bezeichnung für Smaragd („emerald“) ab.